# National Board of Review Awards 1929
1st National Board of Review Awards

1929
|  |

Os primeiros prêmios do National Board of Review foram anunciados em 1929.

## Top dez - Filmes
- Applause
- Broadway
- Amante de Emoções
- The Case of Lena Smith
- Disraeli
- Aleluia
- A Carta
- Alvorada do Amor
- Paris Bound
- The Valiant

## Melhores Filmes Estrangeiros
- Arsenal
- A Paixão de Joana d'Arc
- Outubro
- Piccadilly
- Homecoming